# ذا ثرد ورلد وار
الحرب العالمية الثالثة (باليابانية:ザ・サード ワールド ウォー) (بالإنجليزية:The Third World War) ، هي لعبة إلكترونية من نوع محاكاة الحكومة، أنتجت في اليابان سنة 1993م ومن ثم الولايات المتحدة عام 1994م، وتعمل لنظام ميجا سي دي.

## البلدان المتحاربة

### البلدان
البلدان التي تتم اختيار اللاعب هي :
1. قارة أوروبا : ألمانيا ، روسيا ، فرنسا ، المملكة المتحدة.
2. قارة آسيا : اليابان ، الهند ، السعودية ، العراق ، الصين الشعبية ، الكيان الصهيوني.
3. قارة أمريكا الشمالية : كندا ، الولايات المتحدة.
4. قارة أمريكا الجنوبية البرازيل.
5. قارة أفريقيا : الجماهيرية العربية الليبية الشعبية الاشتراكية العظمى ، جمهورية مصر العربية

### البلدان التي لم تظهر إسمها
- كوبا ، المكسيك ، فيتنام ، إثيوبيا.

## وصلات خارجية
- Third World War at GameFAQs